# Hillia crasis
Hillia crasis là một loài bướm đêm trong họ Noctuidae.